# Dicranomyia (Dicranomyia) immodesta
Dicranomyia (Dicranomyia) immodesta is een tweevleugelige uit de familie steltmuggen (Limoniidae). De soort komt voor in het Nearctisch gebied.